# Phalaenopsis lamelligera
Phalaenopsis lamelligera — эпифитное трявянистое растение семейства Орхидные.
Вид не имеет устоявшегося русского названия, в русскоязычных источниках используется научное название Phalaenopsis lamelligera.

## Синоним
- Polychilos lamelligera (H.R.Sweet) Shim, 1982

Впервые растение описал в 1891 г. американский учёный доктор Булл. До 1969 года Phalaenopsis lamelligera считался синонимом Phalaenopsis cornu-cervi. Некоторые биологи не разделяют эти два вида и до сих пор. Сотрудники Королевских ботанических садов Кью (Англия), в течение долгого времени наблюдавшие эти растения, все же выделили Phalaenopsis lamelligera в отдельный вид. Доктор Герман Свит описал его в 1969 г, а в 1980 г. в своей книге поместил статью об этом растении.
Цветки Phalaenopsis lamelligera немного крупнее, чем цветки Phalaenopsis cornu-cervi, а губа имеет форму буквы «M», сиреневые метки рядом с губой ярче, пятна на лепестках темнее и шире. В пользу выделения вида говорит и то, что Phalaenopsis cornu-cervi, найденные на Борнео, не отличаются от таковых же, найденных на Суматре, где Phalaenopsis lamelligera не растёт.

## Распространение
Эндемик северной части Борнео. Растёт по берегам водных потоков в тенистых влажных тропических лесах на стволах деревьев на небольших высотах.

## Биологическое описание
Растение среднего размера, монопоидальный эпифит, относится к секции Polychilos.
Многочисленные корни располагаются на ризомоподобном коротком стебле, корни мясистые, гладкие, извилистые, ветвящиеся.
Листья светло-зелёные с желтоватым оттенком, обычно их немного — от 3 до 5, длиной 10—30 см, шириной — около 4 см.
Цветоносы арочные, могут ветвиться, длиной до 40 см.
Цветы плотной текстуры, восковые, звездчатые, в диаметре 3-5 см, раскрываются последовательно. Одновременно открытыми бывают до 5 цветков, хотя на цветоносе их закладывается до 12. Лепестки и чашелистики жёлто-зелёные с красно-коричневыми пятнами, губа бело-сиреневая. Цвести может круглый год, однако обычно цветёт поздней весной и летом.

## В культуре
Требования аналогичны Phalaenopsis cornu-cervi. Общая информация о агротехнике в статье Фаленопсис.
Не обрезайте отцветшие цветоносы — растение цветёт на старых цветоносах многие годы, удлиняя и наращивая их после каждого цветения. Содержание тёплое, дневные температуры 25—27 С, необходимы небольшие перепады температуры день/ночь. Освещение — тень. Минимальная влажность воздуха — 50–60 %Поливать лучше мягкой водой, не допуская попадания воды в розетку фаленопсиса. Субстрат между поливами должен просыхать. При высокой температуре воздуха рекомендуются ежедневные опрыскивания корней и субстрата.
С самого конца осени и почти до конца зимы — период покоя. В это время полив практически прекращают, температуру понижают градусов до 16 °С. Растение сбрасывает листья. С конца февраля растение постепенно выводят из периода покоя состояния. Phalaenopsis lamelligera можно выращивать и без периода покоя.
Растения выращивают на блоке, в корзинке для эпифитов или в горшке. В качестве субстрата используют кусочки коры хвойных пород средней фракции. Размножается детками на цветоносе, которые появляются при содержании в условиях высокой влажности и температуры.